# 타이베이 쑹산 국민소학교
타이베이 쑹산 국민소학교(臺北市松山區松山國民小學)는 중화민국 타이베이의 공립 초등학교이다.

## 교내 연혁
- 1898년 청나라 타이완 성 타이베이에서 청 제국 타이완 성립 타이베이 쑹산 소학교로 첫 개교.
- 1912년 청 제국 멸국 이후 중화민국 타이완 성립 타이베이 쑹산 국민소학교 체제 개편.
- 1922년 학교가 타이완 성립 초등학교에서 타이베이 시립 초등학교로 이관이 되면서 타이완 타이베이 시립 쑹산 국민소학교로 교명 개칭.
- 1946년 타이베이 쑹산 국민소학교로 본격 개편.